# Zdravstvuj i prosjjaj
Zdravstvuj i prosjjaj (russisk: Здравствуй и прощай) er en sovjetisk spillefilm fra 1972 af Vitalij Melnikov.

## Medvirkende
- Ljudmila Zajtseva som Aleksandra
- Oleg Jefremov som Grigorij Burov
- Mikhail Kononov som Mitja
- Aleksandr Demjanenko
- Natalja Gundareva